# Andorra hívójelkörzetei
Andorra nincs területileg felosztva hívójelkörzetekre, a körzetazonosítókat a rádiós operátorok vizsgafokozatai alapján határozzák meg.
Az ITU Andorra részére a C3 prefixet határozta meg.
| C30 | Külföldi látogatók számára ideiglenes hívójelhez                 |
| C31 | Teljeskörű képesítéssel rendelkező operátorok                    |
| C32 | Csak VHF-UHF sávokat használó operátoroknak                      |
| C33 | Kezdő szintű operátoroknak, korlátozott rövidhullám használattal |
| C37 | Klubállomások                                                    |

## Lajstromjel
Vízi és légi járművek lajstromjelezéséhez a C3 prefixet használják.